# Mariù Pascoli
Mariù Pascoli, nome d'arte di Maria Letizia Pascoli (Tripoli, 1º gennaio 1935 – Bologna, 6 novembre 2018), è stata un'attrice italiana, attiva come attrice bambina tra il 1940 e il 1946.

## Biografia
Nel 1940 Mario Soldati, dopo aver firmato il contratto per la regia della trasposizione cinematografica del romanzo Piccolo mondo antico di Fogazzaro, si mette alla ricerca degli attori e dei collaboratori per la realizzazione della pellicola, per la parte di Ombretta vede diverse aspiranti attrici e dopo decine di provini, davanti alla cinepresa sceglie la Pascoli, per la parte della bambina.
Questa scelta si rivela oltremodo indovinata, la piccola recita in modo spontaneo, tanto che subito dopo è pronta per un nuovo film, La fuggitiva, girato a Torino alla Fert, dove ha modo di mettersi maggiormente in risalto diventando una delle prime dive-bambine del cinema italiano, una Shirley Temple italiana, subito contrapposta all'altra attrice-bambina italiana, più grande di lei, dell'epoca, Miranda Bonansea.
Nel 1943 è nel cast di Gran Premio, diretta da Giuseppe Musso su soggetto di Umberto Scarpelli, dove interpreta la figlia di uno sfortunato allevatore di cavalli, che nel finale vedrà la vittoria del puledro e il ritorno della felicità familiare.
Nel quarto ed ultimo film, Senza famiglia (1944), girato da Giorgio Ferroni in piena seconda guerra mondiale, presso gli Stabilimenti della Scalera alla Giudecca di Venezia (il cosiddetto Cinevillaggio) nella Repubblica Sociale Italiana, interpreta la parte di una piccola mendicante in coppia con un altro celebre attore-bambino dell'epoca, Luciano De Ambrosis (reduce dal successo de I bambini ci guardano); il film sarà diviso, a causa della sua eccessiva lunghezza, in due parti (la seconda intitolata Ritorno al nido), e distribuito nelle sale solo alla fine del conflitto mondiale, all'inizio del 1946.
Nel dopoguerra, dopo fugaci apparizioni nel teatro e nel doppiaggio, si sposa ventenne con il giornalista Gian Luigi Degli Esposti ed abbandona definitivamente il mondo del cinema per dedicarsi alla musica, e in particolare al clavicembalo, che insegnerà per molti anni nei Conservatori italiani.
Dal 2019 un fondo di fotografie, materiale pubblicitario, sceneggiature in versione originale e corrispondenza, raccolto dalla stessa Maria Letizia Pascoli e donato dalle figlie, è consultabile presso la Cineteca di Bologna.
Nel 2020 compare tra i protagonisti del film documentario Alida di Mimmo Verdesca dedicato alla vita dell'attrice Alida Valli e selezionato al Festival di Cannes 2020.

## Filmografia

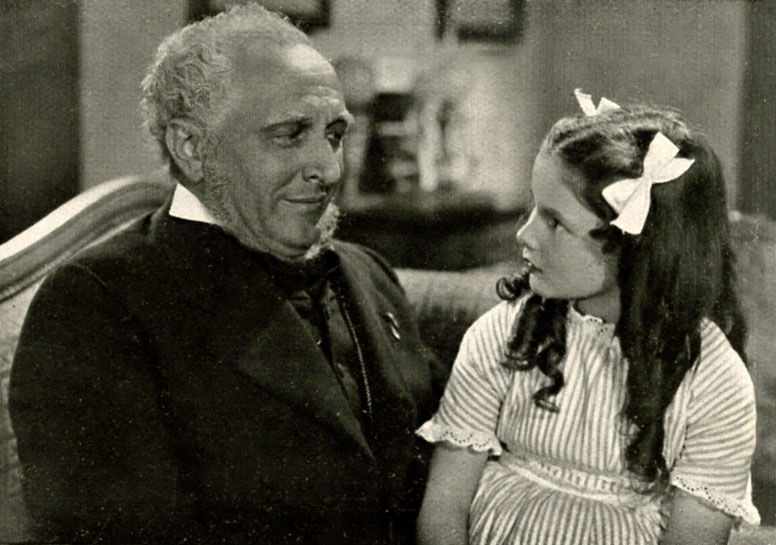
Mariù Pascoli con Annibale Betrone in una foto di scena del film Piccolo mondo antico (1941) di Mario Soldati

- Piccolo mondo antico, regia di Mario Soldati (1941)
- La fuggitiva, regia di Piero Ballerini (1941)
- Gran premio, regia di Giuseppe Musso Jr. e Umberto Scarpelli (1943)
- Senza famiglia, regia di Giorgio Ferroni (1946)
- Ritorno al nido, regia di Giorgio Ferroni (1946)
- Alida, regia di Mimmo Verdesca (2020)